# NGC 561
إن جي سي 561 (بالألمانية: NGC 561) التي يرمز لها بالرمز NGC 561، هي مجرة، في كوكبة المرأة المسلسلة.

## الاكتشاف
اكتشفت في 23 أغسطس 1862، بواسطة Heinrich Louis d'Arrest.